# Бензоксазол
Бензоксазол — гетероциклическое органическое соединение с химической формулой C7H5NO, бесцветное кристаллическое вещество. Применяется в химической промышленности и для исследовательских целей. Используется для синтеза биологически-активных веществ.

## Свойства
Бесцветные кристаллы. Имеет молярную массу 119,10. Плавится при 30,5 °C, кипит при 182,5 °C. Имеет плохую растворимость в воде, но хорошо растворяется в концентрированной соляной кислоте. Легко перегоняется с водяным паром.
Проявляет свойства слабого основания. Как сам бензоксазол, так и его производные гидролизуются водой, водными кислотами и щелочами.